# Squalius pamvoticus
Squalius pamvoticus és una espècie de peix cipriniforme de la família dels ciprínids.